# Gerard du Prie
Gerard du Prie (ur. 23 maja 1937 w Egmond aan Zee, zm. 12 marca 2020) – holenderski trójboista siłowy i strongman. Mistrz Holandii strongman 1979.
Wymiary:
- wzrost 180 cm
- waga 116 kg

## Osiągnięcia strongman
- 1979
  - 1. miejsce – Mistrzostwa Holandii Strongman
- 1980
  - 8. miejsce – Mistrzostwa Świata Strongman 1980
- 1982
  - 5. miejsce – Mistrzostwa Europy Strongman 1982
  - 2. miejsce – Mistrzostwa Holandii Strongman